# 陳慧琳兒童助學基金
陳慧琳兒童助學基金（Kelly Chen Children Education Fund）於2002年為藝人陳慧琳成立，乃一所非牟利志願機構，旨在透過提供各種資助、捐款及舉辦各類型活動，協助香港及中國內地許多貧苦家庭的生活支出及資助貧窮學生，為大眾謀福祉及加深大眾對兒童福利工作的關注。初期的服務對象僅為18歲或以下之兒童，期後擴大至所有階層人士。2009年，曾受惠於基金的香港市民已超過10,000人。基金更先後於中國内地，包括：貴州、雲南、四川、山東及甘肅等地興建超過30所學校。2011年，負責調查慈善機構的評級結果和資金需求分析的網站「明施慎選」評「陳慧琳兒童助學基金」為「最佳慈善機構」。

## 組織架構

### 董事局
- - 董事:
    - 陳慧琳小姐
    - 鍾珍小姐（陳慧琳經理人）[2]

## 榮譽顧問委員會

### 顧問
- - 陳瑜女士（香港婦女中心協會總幹事）
  - 何式凝博士（香港大學社會工作及社會行政學系副教授）
  - 黎穎瑜小姐（無國界醫生項目經理）
  - 林愛冰博士（香港大學社會工作及社會行政學系副教授）
  - 殷鳳玲博士（宣導會康怡堂家庭服務中心主任）

## 資助計劃
- 「陳慧琳兒童助學基金」於香港設有以下兩項資助計劃，包括：「學習資助計劃」及 「智能發展計劃」

### 學習資助計劃
- - 為那些家庭環境出現突變的學童提供經濟援助，使他們的學業不會因經濟問題而受到影響
  - 助項目包括：學費、校服費、書簿費、課外活動費、車費等等

## 智能發展計劃
- - 資助各類以培養、訓練及鞏固兒童各項智能為目標的活動，讓下一代有更多的個人發展空間
  - 於不足兩年（2004）的時間，與多個志願機構合作的計劃已有10個，當中有些仍在進行中

## 中國內地建校計劃
- 2003年11月，基金於貴州赫章縣的野馬村及威奢鄉分別興建《翰琳院尖山希望小學》及《翰琳院山英希望小學》,開展於內地的兒童教育工作。基金自汶川大地震後於貴州(至少8間)、雲南、四川(至少3間)、山東及甘肅(至少5間)等地一共建了30多所學校，並趕工興建多10所學校，並且撥出資金為其他學校進行重建工作。

### 受惠基金捐建之學校（節錄）
| 學校名稱                               | 位置                       | 成立年份 | 備註                 |
| -------------------------------------- | -------------------------- | -------- | -------------------- |
| 翰琳院尖山希望小學                     | 貴州省畢節地區赫章縣野馬村 | 2003年   |                      |
| 翰琳院山英希望小學                     | 貴州省畢節地區赫章縣威奢鄉 | 2003年   |                      |
| 翰琳院拉夫小學                         | 貴州省畢節地區赫章縣雉街鄉 |          |                      |
| 翰琳院松山小學                         | 貴州省畢節地區威寧縣松山村 |          |                      |
| 貴州省威寧縣翰琳院三岔小學             | 貴州省畢節地區威寧縣       |          |                      |
| 貴州省威寧縣金斗鄉翰琳院利華小學       | 貴州省畢節地區威寧縣金斗鄉 |          |                      |
| 慶陽市環縣環城鎮翰琳院劉家原小學       | 甘肅省慶陽市十五里溝村     |          |                      |
| 甘肅省慶陽市寧縣翰琳院常邑小學         | 甘肅省慶陽市               |          |                      |
| 甘肅省臨夏州康樂縣流川鄉翰琳院團結小學 | 甘肅省臨夏州康樂縣         |          |                      |
| 甘肅省臨夏縣漫路鄉翰琳院高家溝小學     | 甘肅省臨夏縣漫路鄉         |          |                      |
| 閬中市小埡翰琳院小埡小學               | 四川省閬中市思依鎮         |          |                      |
| 寶輪鎮范家小學                         | 四川省廣元市利州區寶輪鎮   |          | 汶川大地震後資助重建 |
| 翰琳院九盤雲村小學                     | 四川省涼山州喜德縣         |          |                      |
| 翰琳院三呷果村小學                     | 四川省涼山州喜德縣且拖鄉   |          |                      |
| 翰琳院興文小學                         | 雲南省玉龍縣龍蟠鄉         |          |                      |
| 翰琳院瓜屋子聯辦小學                   | 山東省萊蕪市大王莊镇       |          |                      |
| 翰琳院杏咀小學                         |                            |          |                      |

## 其他慈善活動（部份）

### 2002年
- 應「聯合國兒童基金會」邀請，到青海探訪當地小朋友的生活狀況，驅使她成立「陳慧琳兒童助學基金」。
- 7月，陳慧琳正式創立「陳慧琳兒童助學基金」
- 陳慧琳舉行第三次個人演唱會，12場的「Samsung陳慧琳飛天舞會演唱會」，同時於紅磡體育館場外舉行「Kelly's Fund Fun 嘉年華」，入場人仕只需捐出港幣20元正，所有收益，扣除成本後將全數撥捐「陳慧琳兒童助學基金」，作慈善用途。

### 2003年
- 推出《Kelly International School》，書本的收益撥捐「陳慧琳兒童助學基金」，反應甚好，並加印至第四版。

### 2004年
- 陳慧琳於香港紅磡體育館舉行第四次個人演唱會，十場的「i'm lovin'it陳慧琳紙醉金迷演唱會」，特別設計配合大會主題T-Shirt，限製30件發售，並且在場外擺放捐款箱，籌了超過100萬元賑災，收益撥捐「陳慧琳兒童助學基金」作慈善用途及為印度洋海嘯災民籌款。

### 2005年
- 陳慧琳出席麥當勞宣傳活動並獲麥當勞捐贈港幣15萬元予「陳慧琳兒童助學基金」，再以基金會名義把該筆善款轉贈聯合國兒童基金會作南亞海潚賑災, 她表示自己私人與基金會合共已捐了超過100萬元予南亞災民。
- ，出席「陳慧琳紙醉金迷世界巡迴演唱會」–上海站演唱會的新聞發佈會，並宣佈把上海演唱會歌酬捐給「陳慧琳兒童助學基金」，用作於雲南興建第4間學校之用。
- 9月，陳慧琳及「陳慧琳兒童助學基金」響應中國青少年發展基金會的「大學生圓夢行動」為100名困難大學生捐助一年學費44萬人民幣。
- 金至尊珠寶與「陳慧琳兒童助學基金」聯合舉辦了一個「金至尊珠寶”慧”心頌愛迎聖誕」慈善捐款活動。

### 2006年
- 陳慧琳參加「領彙Snoopy複活節遊樂園」慈善啟動禮, 為其「陳慧琳兒童助學基金」籌得20萬元，她透露基金去年一共籌得七位數字善款。
- 「陳慧琳兒童助學基金」聯同基督教香港信義會社會服務部，將《長腿叔叔信箱》輯錄成書，作慈善用途，幫助兒童得到良好教育。

### 2007年
- 5月，「陳慧琳兒童助學基金」資助項目「小埡中心校校舍改造工程」，投資額一共45.2萬元，而「陳慧琳兒童助學基金」則捐出15萬港元。

### 2008年
- 於新港中心舉行《陳慧琳二手衫慈善義賣》，首日的生意額已賺了6位數字，反應熱烈,所有收益均撥捐「陳慧琳兒童助學基金」作慈善用途。
- 9月，陳慧琳接受邀請出席HKECCO進行的08秋冬衣服秀，此次擔任嘉賓沒有收取任何酬勞，而是請主辦方捐贈了30萬港幣予「陳慧琳兒童助學基金」。

### 2009年
- 聯同Tod's限量版新書《Italian Touch》，Kelly更為其中15本書（每本售價2888元）親筆簽名，並將全數收益撥捐兒童助學基金，更獲大會另外捐贈30萬元給「陳慧琳兒童助學基金」，以幫助重建四川、甘肅的學校，讓當地兒童重投校園。
- 2009年至2010年，「陳慧琳兒童助學基金」贊助香港青年協會荃灣及葵涌外展社會工作隊主辦樂師及樂友。

### 2010年
- 5月，陳慧琳在全亞洲推出國語專輯《微光》，主打歌《微光》為「陳慧琳兒童助學基金」而寫。
- 美心月餅特別推出Kelly特別版冰皮套裝，每賣出一套，美心將撥捐一元給「陳慧琳兒童助學基金」。
- 參與魔幻3D巨片《大鬧天宮》出演普渡眾生的觀音菩薩，將全數200萬（僅拍攝2天）酬勞捐入「陳慧琳兒童助學基金」。
- 12月，為「美心MX快餐旗艦店38周年慶典」擔任嘉賓，美心集團捐出15萬元给「陳慧琳兒童助學基金」。

### 2011年
- 2011年，負責調查慈善機構的評級結果和資金需求分析的網站「明施慎選」評「陳慧琳兒童助學基金」為「最佳慈善機構」。

## 外部結鏈
- 陈慧琳儿童助学基金内地建学校 捐歌酬款赈灾 （页面存档备份，存于）
- 地铁赞助陈慧琳儿童助学基金 英语漫画继续热卖 （页面存档备份，存于）